# Consummatum Est
Consummatum Est (lateinisch Es ist vollbracht) ist eine 2003 gegründete Funeral-Doom- und Gothic-Metal-Band.

## Geschichte
Consummatum Est wurde Ende des Jahres 2003 von Sänger, Keyboarder und Bassist Emanuele „Vastitas“ Telli, Sängerin Federica Sciamanna und Schlagzeuger Daniele „Aggressør 616“ Valeri gegründet. Noch vor den ersten Demoaufnahmen zog die Band Michele Arnone als Gitarristen hinzu. Im April 2005 veröffentlichte Consummatum Est das Debütalbum Funeral Procession im Selbstverlag. Noch im gleichen Jahr verließen Sciamanna, Valeri und Arnone die Band. Nachfolgend betrieb Telli Consummatum Est als ein Soloprojekt mit Gastmusikern. Während er so 2006 ein Demo produzierte gab das kanadische Label Made with Hate das Debüt erneut heraus. Im Oktober 2008 nahm Telli Serena „Moerke“ Mastracco als vollwertiges Bandmitglied auf. Gemeinsam spielten beide, erneut unter der Hilfe diverser Gastmusiker, das zweite Album Hypnagogia auf. Hypnagogia erschien im Juli 2010 via Silent Time Noise. Im Jahr 2013 wurde das Debüt erneut, diesmal über GS Productions veröffentlicht.
Derweil Funeral Procession sowie Promo 2006 kaum Resonanz erfuhren, wurde Hypnagogia international gelobt. In den meisten Besprechungen wird darauf verwiesen, dass Consummatum Est nicht als einzigartig gelten könne oder Pionierleistungen im Genre erbringe. Dennoch sei die Musik besonders, von hoher Qualität und einer hypnotischen Wirkung.

## Stil
Die ersten musikalischen Ideen der Band orientierten sich an Black- und Gothic Metal. Derweil änderten die Musiker diese anfängliche Ausrichtung noch innerhalb der ersten Proben. Bereits das erste selbstveröffentlichte Album präsentierte die Band mit einem Crossover aus Gothic Metal und Funeral Doom. Das Webzine Doom-Metal.com beschreibt die von Consummatum Est auf Funeral Procession gespielte Musik als „rohen und schmutzigen Funeral Doom“. Promo 2006 wurde als Fortsetzung der Tradition eines italienischen Death- und Funeral-Doom-Undergrounds beurteilt und mit MonumentuM, Ras Algethi und Cultus Sanguine verglichen. Consummatum Est präsentiere, so Kostas Panagiotou für Doom-Metal.com, auf dem Demo den „unverwechselbaren italienischen Stil“ aus besonders tief gestimmte Gitarren, ausgeprägte und Funeral-typische Keyboarduntermalungen „und einem großen Teil italienischen Pathos in den Kompositionen.“ Mit Hypnagogia spiele die Gruppe gegenüber dem Debüt „einen polierteren und edleren Funeral Doom“, so sei auf dem zweiten Album vornehmlich ein „Symphonic Funeral Doom mit Beauty-and-the-Beast-Gesang,“ ein im Gothic Metal häufig bemühter Wechselgesang zwischen tiefen Männergrowls und weiblichem Soprangesang, „auszumachen“. Zum einordnenden Vergleich wird auf das Frühwerk der Band Funeral verwiesen.

## Diskografie
- 2005: Funeral Procession (Album, Selbstverlag, 2006 Wiederveröffentlichung über Made with Hate, 2013 über GS Productions)
- 2006: Promo 2006 (Demo, Selbstverlag)
- 2010: Hypnagogia (Album, Silent Time Noise)